# Lee Jung-shin
Lee Jung Shin (tiếng Hàn: 이정신, sinh ngày 15 tháng 9 năm 1991) là nam nhạc sĩ, ca sĩ, rapper và diễn viên Hàn Quốc. Anh là tay bass của ban nhạc rock Hàn Quốc CNBLUE, ra mắt vào tháng 1 năm 2010 tại Hàn Quốc.

## Cuộc đời và sự nghiệp
Lee Jung Shin sinh ngày 15 tháng 9 năm 1991  tại Seoul. Gia đình anh bao gồm cha mẹ và anh trai. Gia đình anh sống ở Ilsan, và anh đã tốt nghiệp trường trung học Jung Bal ở Ilsan. Shin được đào tạo dưới sự chỉ đạo của FNC Entertainment vào năm 2009, và vào tháng 9 năm đó đã tham gia vào CNBLUE với tư cách là một tay bass, thay thế cho Kwon Kwang-jin rời khỏi ban nhạc ngay sau khi ra mắt. Bên cạnh việc trở thành tay bass của ban nhạc, anh còn là một rapper và một ca sĩ dự bị. Shin là thành viên trẻ nhất của CNBLUE cũng như người có chiều cao nhất với 187 cm.

## Danh sách phim

### Phim truyền hình
| Năm  | Tên phim                 | Tên tiếng Hàn | Kênh phát sóng | Vai diễn      | Ghi chú | Tham khảo |
| ---- | ------------------------ | ------------- | -------------- | ------------- | ------- | --------- |
| 2012 | Seo young,my daughter    | 내 딸 서영이  | KBS2           | Kang Sung-jae | Vai phụ |           |
| 2022 | Sao băng (Sh**ting Star) | 별똥별        | tvN            | Do Soo-hyuk   | Vai phụ | [ 2 ]     |